# レーザー兵器システム
AN/SEQ-3 レーザー兵器システム（レーザーへいきシステム）または「XN-1 LaWS」 はアメリカ海軍が配備する指向性エネルギー兵器。2014年に野外試験用に揚陸艦「ポンス」に搭載された。2014年12月にアメリカ海軍はLaWSシステムは完全に動作していると報告し、「ポンス」の艦長は防衛兵器としてシステムの使用を許可した。

## 目的
LaWSは艦船防衛システムであり、現在無人航空機(UAVまたはドローン)及び模擬の小型ボート攻撃に対して使用している。LaWSは固体レーザーアレイによる出力調整可能な赤外線ビームを用いており、高出力でターゲットの破壊、低出力でターゲットのセンサー温度を上昇または破損させることができる。この兵器は発射するたびにエネルギーパルスを生成するための最小限の使用コストしか必要としないため、一発当たりの費用がミサイルなど従来の発射兵器より圧倒的に低いのが利点である。一方、従来の武器は設計、製造、操作、輸送、メンテナンス、及び貯蔵スペースの確保を行わなければならない。
LaWSはローエンドの標的に対する攻撃を目的に設計された。スケーラブルな出力レベルは、低出力で使用すれば人の目を眩惑させ非致死的に攻撃を中断させることを可能にし、3万ワット（30kW）の高出力でセンサーを高温にし、モーターを燃やし、爆発物を起爆させることが出来る。小型UAVの重要点に照射することで、わずか2秒で標的を撃墜することができる。小型ボートの場合、レーザーはボートのモーターを動作不能にしボートを「海上から動けなくさせ」、その後すぐに他のボートに対しても同様の措置を繰り返すが、一つのボートにつき数秒程度の射撃時間しか必要としない。プラットフォームを狙うのは個人の乗組員を狙うよりもより有効な方法ではあるが、LaWSはボート等に搭載されている爆発物を狙えるほど正確であり、爆発により操縦士を殺す可能性がある。ヘリコプターのような大型の航空機に対しても、LaWSは一部の重要部品を燃やして墜落させることができる。このため敵国の行動抑止力を発揮することが期待されている。

## 歴史
2010年「Kratos Defense & Security Solutions」はアメリカ海軍の指向性エネルギー兵器及び電気兵器システム(DE&EWS)プログラムのLaWSの開発において「Naval Surface Warfare Center (NSWC)」をサポートする1,100万ドルの契約を結んだ 。2012年5月、NSWCは近接防御システム(CIWS)を使用してビーム投射機が無人航空機のターゲットを追跡できるようにした。
LaWSは2014年夏に12ヶ月間の試験配備として揚陸艦「ポンス」に導入された。海軍は研究、開発、レーザー兵器のテストに過去6年間で約4,000万ドルを費やした。ファランクスのレーダーによって目標を補足する。仮に試験が順調に行けば、海軍は2017年から2021年の間に運用範囲1.6kmのレーザー兵器を配備することができる。LaWSの正確な出力レベルは不明であるが、小型航空機と高速ボートに対して使用するために15〜50kWと推定されている。指向エネルギー兵器は、従来の銃弾やミサイルは1発数千ドルの費用がかかるのに比べ1発あたりわずか1ドルで発射することができるため、経済的理由で追求されている。海軍は1980年代にメガワットの化学レーザーを含むエネルギー兵器を試験していたが、化学薬品の船上での使用にはあまりにも危険であると判明したのでそれほど強力ではないファイバー固体レーザーに変わった。他のタイプには、スラブ固体および自由電子レーザーが含まれ得る 。LaWSは商用レーザー開発の恩恵を受けており、システムは基本的に6本の溶接用レーザーが「一緒に束ねられている」というものであったが、単一のビームにならず同時にすべてターゲットに収束する。

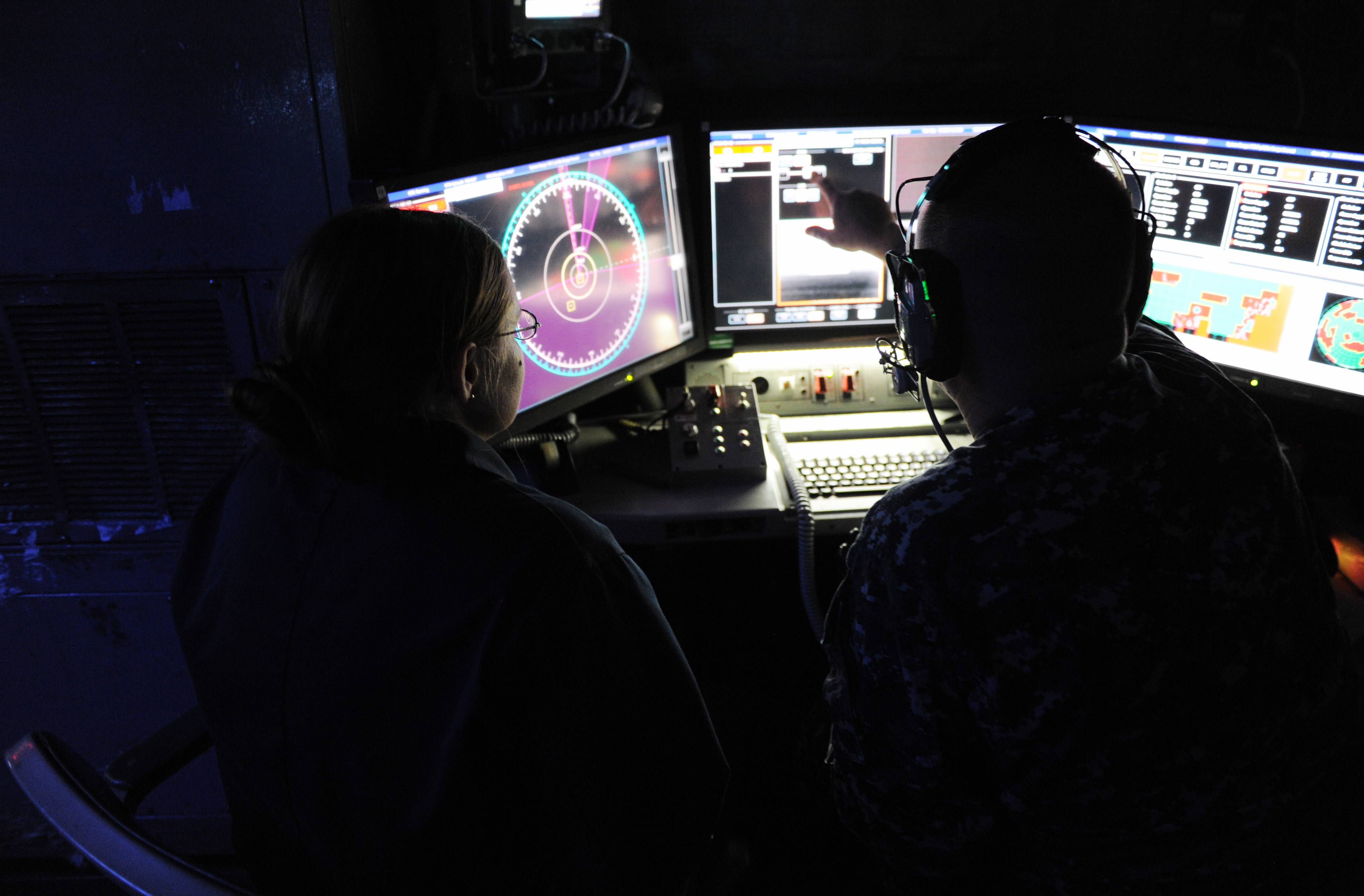
ポンスでのLaWS操作ステーション

LaWSはテストでは出力は33KWだったが、海軍は数キロ先から高速艇、無人機、有人航空機、対艦巡航ミサイルを破壊できる出力レベル60-100kWの後継モデルの製造を望み、この後継モデルは沿海域戦闘艦やアーレイ・バーク級ミサイル駆逐艦への搭載が想定されている 。短期的には、LaWSは無人機とボートに対する短距離防衛システムとしての役割を果たす一方で、将来的に対艦ミサイルを破壊するのに十分なパワーを持つと予測される。海軍スラブレーザーは105kWで試験され、300kWへの増加が計画されている。 LaWSのようなレーザー兵器は、ミサイルや銃に基づく防御システムを置き換えるものではなく補完するものである。レーザーはかなり安価で事実上無制限に使用できるが、大気や気象条件（特に海上での運用時）によってビームが乱され、ビームを目標に照射し続ける際の視界が制限される。大型及び長距離にいるターゲットには動力学的な防御が必要であるため一般的なシステムは残り続けるだろう

### 配備
LaWSは2014年8月下旬にペルシャ湾に滞在する第5艦隊の輸送揚陸艦「ポンス」に配備された。この配備は、海洋環境下での熱、湿度、埃、塩水に対するレーザー兵器の実現可能性をテストし、どの程度電力が使用されるかを確認するために行われた。このシステムはスケーラブルな出力レベルを有しており、非致死性のビームを発射して不審船を幻惑させ、より強いビームを発射してターゲットを物理的に破壊する(射程範囲は秘匿されている)。隣国のイランは、小型ボート集団を使用して湾岸からホルムズ海峡を封鎖すると脅しており、LaWSはそれらへ対応できるが特定の国に対して使用するために特別に設計・配備されたものではない。
2014年9月、LaWSは運用資産として宣言され、艦長は自衛のために使用する許可を得ている。特定通常兵器使用禁止制限条約の規定に基づき、標的に人間は含まれず、UAV、ヘリコプター、および高速巡視船が対象となる。武器の使用に関する交戦規定が作成されたが、詳細は公表されていない。 海軍は配備されたLaWSがUAVのスキャンイーグルを動作不能にさせたり、RPG弾の爆破、複合艇のエンジンを燃やす映像を公開した。関係者はLaWSは期待以上の働きをしていると語った。 数十万〜数百万ドルかかるミサイルに比べて一発のレーザーは59セントと格安である。LaWSは市販のレーザー部品と海軍独自ソフトウェアで構成されており、船の電気システムとは別のディーゼル発電機を介して「スキッド」によって動作・冷却され、35％の電力に対して効率が向上する。ポンスのブリッジ上の上部構造に搭載されている強力な光学系は、不特定であるが「戦術的に重要な範囲」に存在する物体を検出できる監視ツールとしても有用であり、船員はハッブル宇宙望遠鏡に匹敵する監視能力を海上で持つことができるようになり、テストターゲットの無力化、破壊、潜在的なターゲットの識別のために、毎日のターゲティングと訓練に使用している。
当該システムは平面スクリーンモニターと船の戦闘システムに統合されたゲームシステムのようなコントローラーを通じて操作され、一般的なビデオゲームをプレイした経験があるなら誰でも兵器を操作できる。システムは悪天候でも上手く動作し、高湿度や砂塵嵐の後でも動く。しかしながら、システムは激しい砂嵐の間での使用は想定されておらず、そのような状況下でのテストも「あまり意味がない」ため行われていないが、脅威となる対象も同じ状況下で運用できるとは想定されていない。他の艦船への配備も検討されており、ポンスへの配備は1年間の計画であったが 、試験が上手くいったので、艦隊の指導部は2017年かそれ以上までポンスへのLaWS配備継続を決定した。

## 関連リンク
- 指向性エネルギー兵器
- 戦術高エネルギーレーザー